# مقدونیه (استان رومی)

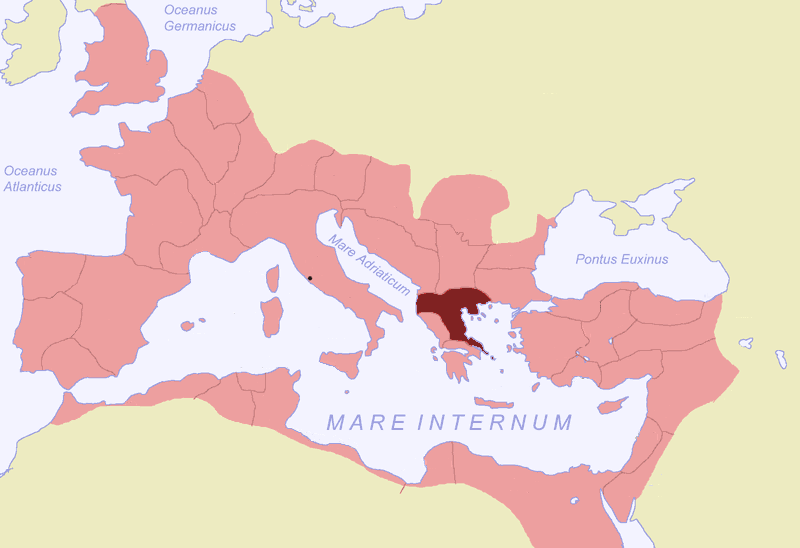
جایگاه مقدونیه در امپراتوری روم

استان رومی مقدونیه (لاتین:Provincia Macedoniae، یونانی:παρχία Μακεδονίας) نام بخشی از امپراتوری روم بود که پس از شکست آندریکوس مقدونی واپسین شاه مقدونیه باستان در پیرامون ۱۴۶ پیش از میلاد بنیاد نهاده‌شد. استان مقدونیه دربرگیرندهٔ کشور پیشین مقدونیه، تسالی، اپیروس و بخش‌هایی از ایلیریا، پئونی و تراکیه بود.